# 第百十二号型駆潜特務艇
第百十二号型駆潜特務艇（だいひゃくじゅうにごうがたくせんとくむてい）は、日本海軍の駆潜特務艇。旧オランダ海軍沿岸用掃海艇。

## 概要
太平洋戦争開戦時、オランダ海軍が使用していた沿岸用掃海艇のうち最も古い型で1929年（昭和4年）から翌年にかけて進水、エンジンはレシプロ機関だった。
日本軍がジャワ島侵攻の際、AからD（nl:Hr. Ms. D）の4隻とも沈没（または自沈）していたが、そのうちDを除いた3隻が整備の上、日本海軍艦艇籍に編入された。整備完成後は各根拠地隊に配備され、3隻とも戦没した。

## 同型艇
- 第112号：旧オランダ沿岸用掃海艇B（nl:Hr. Ms. B）。1930年（昭和5年）8月4日竣工。1942年（昭和17年）3月1日スラバヤで被爆沈没したのを捕獲、同年12月20日に整備完成、艦籍に編入。1945年（昭和20年）6月4日爆撃を受け沈没（ジャワ海）。
- 第113号：旧オランダ沿岸用掃海艇A（nl:Hr. Ms. A）。1930年8月4日竣工。1942年3月1日スラバヤで被爆沈没したのを捕獲、翌1943年（昭和18年）1月17日に整備完成、艦籍に編入。1945年6月23日アメリカ海軍潜水艦「ハードヘッド」の雷撃を受け沈没（ジャワ海）。
- 第116号：旧オランダ沿岸用掃海艇C（nl:Hr. Ms. C）。1930年8月4日竣工。1942年3月6日スラバヤで自沈後捕獲、翌1943年4月8日に整備完成、艦籍に編入。1944年（昭和19年）11月13日アメリカ海軍の空母艦載機の攻撃を受け沈没（ルソン島キャビテ西方）。